# Grote Prijs Raf Jonckheere 2016
De 66e editie van de Belgische wielerwedstrijd Grote Prijs Raf Jonckheere werd verreden op 25 juli 2016. De start en finish vonden plaats in Westrozebeke. De winnaar was Jasper Bovenhuis, gevolgd door Tijmen Eising en Félix Pouilly.

## Uitslag
| Grote Prijs Raf Jonckheere 2016 |                  |                                       |        |
| Plaats                          | Naam             | Ploeg                                 | Tijd   |
| Winnaar                         | Jasper Bovenhuis | An Post-Chainreaction                 | 3u 47' |
| 2                               | Tijmen Eising    | Metec-TKH p/b Mantel                  | z.t.   |
| 3                               | Félix Pouilly    | Roubaix Métropole européenne de Lille | z.t.   |
| 4                               | Emiel Wastyn     | An Post-Chainreaction                 | z.t.   |
| 5                               | Torstein Træen   | Team Ringeriks-Kraft                  | z.t.   |
| 6                               | Alo Jakin        | HP BTP-Auber 93                       | z.t.   |
| 7                               | Jarno Gmelich    | Metec-TKH p/b Mantel                  | z.t.   |
| 8                               | Pierre Gouault   | HP BTP-Auber 93                       | z.t.   |
| 9                               | Max Emil Kørner  | Team Ringeriks-Kraft                  | z.t.   |
| 10                              | Maxime Vantomme  | Roubaix Métropole européenne de Lille | z.t.   |

1951 · 1952 · 1953 · 1954 · 1955 · 1956 · 1957 · 1958 · 1959 · 1960 · 1961 · 1962 · 1963 · 1964 · 1965 · 1966 · 1967 · 1968 · 1969 · 1970 · 1971 · 1972 · 1973 · 1974 · 1975 · 1976 · 1977 · 1978 · 1979 · 1980 · 1981 · 1982 · 1983 · 1984 · 1985 · 1986 · 1987 · 1988 · 1989 · 1990 · 1991 · 1992 · 1993 · 1994 · 1995 · 1996 · 1997 · 1998 · 1999 · 2000 · 2001 · 2002 · 2003 · 2004 · 2005 · 2006 · 2007 · 2008 · 2009 · 2010 · 2011 · 2012 · 2013 · 2014 · 2015 · 2016 · 2017 · 2018 · 2019 · 2020 · 2021 · 2022